# Санта-Рита-ди-Калдас
Санта-Рита-ди-Калдас (порт. Santa Rita de Caldas) — муниципалитет в Бразилии, входит в штат Минас-Жерайс. Составная часть мезорегиона Юг и юго-запад штата Минас-Жерайс. Входит в экономико-статистический микрорегион Посус-ди-Калдас. Население составляет 9293 человека на 2006 год. Занимает площадь 502,037 км². Плотность населения — 18,5 чел./км².

## История
Город основан 1 января 1944 года.

## Статистика
- Валовой внутренний продукт на 2003 год составляет 46 139 387,00 реалов (данные: Бразильский институт географии и статистики).
- Валовой внутренний продукт на душу населения на 2003 год составляет 4968,70 реалов (данные: Бразильский институт географии и статистики).
- Индекс развития человеческого потенциала на 2000 год составляет 0,768 (данные: Программа развития ООН).